# Jan Timmer (bestuurder)

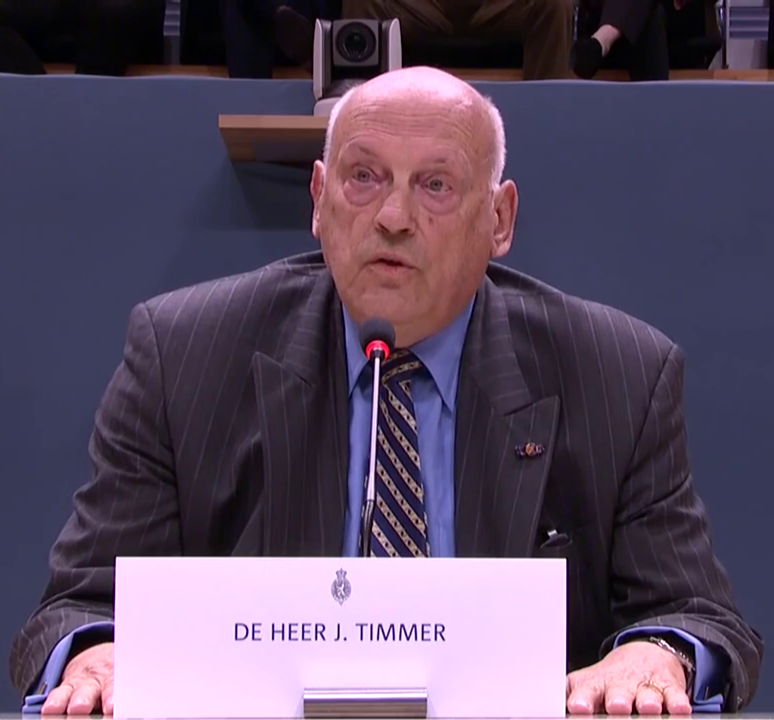
Jan Timmer bij het verhoor door de parlementaire enquêtecommissie Fyra op 20 mei 2015.

Jan Timmer (Lienden, 20 februari 1933) is een Nederlandse oud-topfunctionaris. Hij was president-directeur van Philips van 1990 tot 1996.
Timmer is vooral bekend wegens het doorvoeren van een grootscheepse reorganisatie van het Philipsconcern, Operatie Centurion genoemd. Hollandse Signaal, fabrikant van militaire elektronische toepassingen, werd in 1990 verkocht aan Thomson-CSF. In 1991 nam Whirlpool Corporation de joint venture met de witgoed-activiteiten volledig over. Matsushita Electronic Corporation (MEC), het samenwerkingsverband tussen Matsushita en Philips werd beëindigd in 1993. ASML ging in 1995 naar de beurs.
Zijn voorganger Cor van der Klugt stond vier jaar aan het roer bij Philips van 1986 tot 1990. De opvolger van Timmer als president-directeur was Cor Boonstra van 1996 tot 2001.

## Commissariaten en adviesfuncties
Jan Timmer was van 1996 tot en met 2001 president-commissaris van de Nederlandse Spoorwegen en is in die hoedanigheid verhoord door de parlementaire enquêtecommissie Fyra. Van 1999 tot 2007 was Timmer president-commissaris van voetbalclub PSV Eindhoven en van 1997 tot en met 1999 was hij voorzitter van het Millenniumplatform, een adviesraad voor de overheid om problemen met de millenniumbug te voorkomen.
Frederik Philips (1891-1899) · Gerard Philips (1891-1922) · Anton Philips (1922-1939) · Frans Otten (1939-1961) · Frits Philips (1961-1971) · Henk van Riemsdijk (1971-1977) · Nico Rodenburg (1977-1981) · Wisse Dekker (1982-1986) · Cor van der Klugt (1986-1990) · Jan Timmer (1990-1996) · Cor Boonstra (1996-2001) · Gerard Kleisterlee (2001-2011) · Frans van Houten (2011-2022) · Roy Jakobs (2022-heden)
- Gemeinsame Normdatei: 1160562555
- International Standard Name Identifier: 0000 0003 8903 249X
- Library of Congress Control Number: n93059060
- Nederlandse Thesaurus van Auteursnamen: 068852592
- Virtual International Authority File: 38587054
- WorldCat: E39PBJwxFJK6dy9PBq4bFpCmh3